# 요한 하인리히 하이데거
요한 하인리히 하이데거(Johann Heinrich Heidegger, 1633년 7월 1일 – 1698년 7월 18일)는 스위스 신학자로, 취리히 주 칸톤인 Bäretswil에서 태어났다. 그는 Marburg 대학과 Heidelberg 대학에서 공부하였으며, J. L. 패브리시우스(J. L. Fabricius)와 친분을 맺고, 히브리어 교수 그리고 나중에 철학 교수로 임명되었다. 1659년에 슈타인푸르트(Steinfurt)로 부임하여 신학과 교회 역사의 교수직을 맡았으며, 동시에 그 해에 헤이델베르크 대학에서 신학 박사 학위를 취득했다. 1660년에 스위스를 다시 방문하여 엘리자베스 폰 두노(Elisabeth von Duno)와 결혼하였으며, 그 다음 해에는 네덜란드로 여행하였다. 그곳에서 요한네스 코케우스(Johannes Cocceius)와 친분을 맺었다. 1665년에 취리히로 돌아와 취리히 대학에서 도덕 철학 교수로 선출되었다. 2년 뒤에 그는 요한 하인리히 호팅거(Johann Heinrich Hottinger)의 신학 교수직을 이어받아 취리히 대학에서 신학 교수를 역임하였으며, 그의 사후까지 이 직책을 맡아왔으며, 1669년에는 라이덴 대학의 코케우스 후임 제안과 그로닝겐 대학의 제안을 거절하였다. 하이데거는 1675년에 스위스 개혁교회를 통합하기 위해 작성된 '헬베티카 합의문(Formula Consensus Helvetica)'의 주요 저자이며, 그러나 이 합의문은 반대의 효과를 가져왔다. 윌헬름 가스(Wilhelm Gass)는 그를 당시 스위스 신학자 중 가장 주목할만한 인물로 묘사한다. 그의 글은 주로 논쟁적이며, 로마 가톨릭 교회에 반대하는 내용이 많다.

## 저작들
- De historia sacra patriarcharum exercitationes selectae (1667–1671)
- Dissertatio de Peregrinationibus religiosis (1670)
- De ratione studiorum, opuscula aurea, &c. (1670)
- Historia papatus (1684; under the name Nicander von Hohenegg)
- Manuductio in viam concordiae Protestantium ecclesiasticae (1686)
- Tumulus concilii Tridentini (1690)
- Exercitationes biblicae (1700), with a life of the author prefixed
- Corpus theologiae Christianae (1700, edited by J. H. Schweizer)
- Ethicae Christianae elementa (1711)
- Life of J. H. Hottinger (1667)
- Life of J. L. Fabricius (1698)